# Bistum San Sebastián
Das Bistum San Sebastián (lateinisch Dioecesis Sancti Sebastiani; baskisch Donostiako elizbarrutia) ist eine in Spanien gelegene römisch-katholische Diözese mit Sitz in Donostia-San Sebastián.

## Geschichte

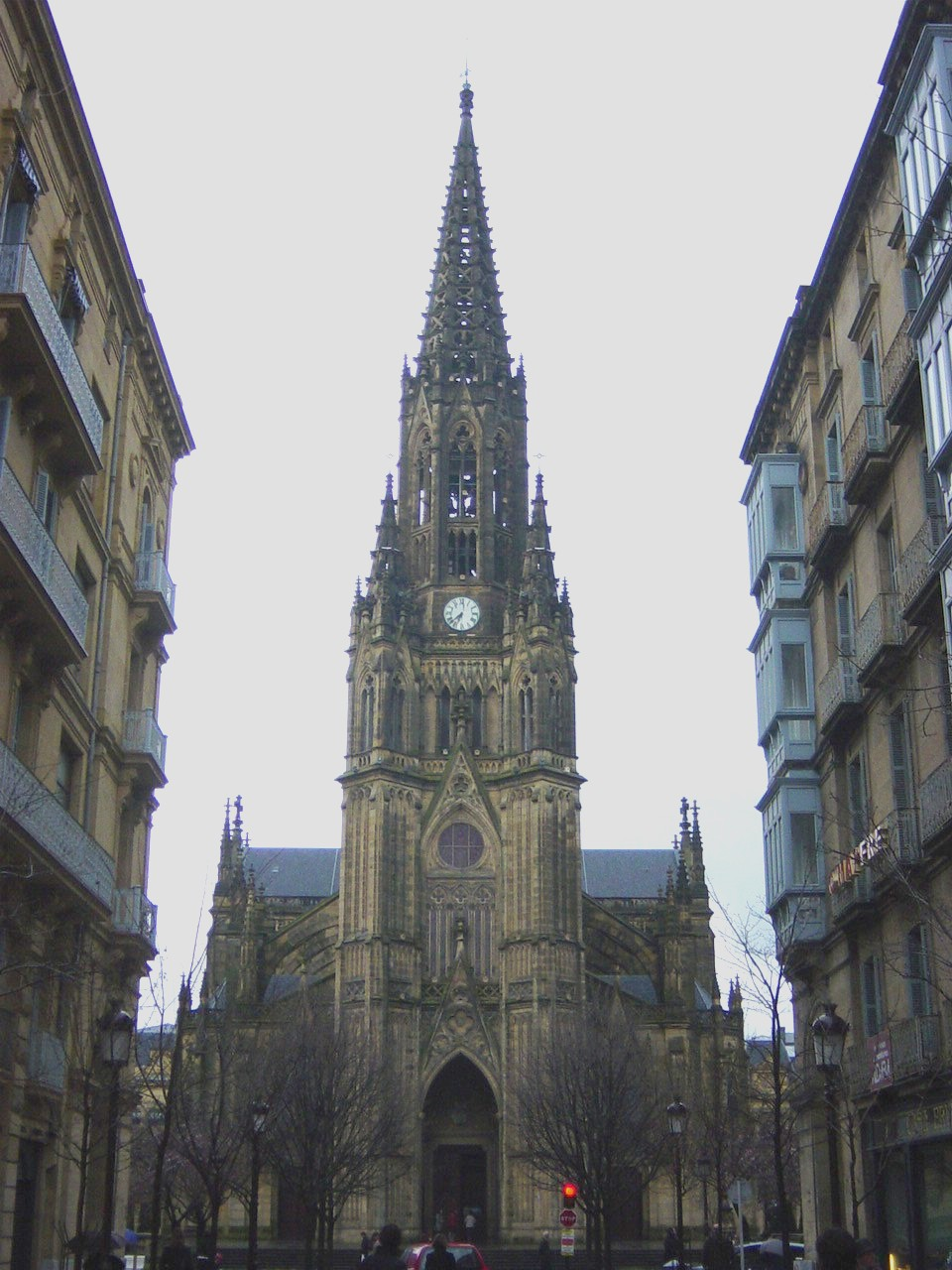
Kathedrale El Buen Pastor in San Sebastián

Das Bistum San Sebastián wurde am 2. November 1949 durch Papst Pius XII. mit der Apostolischen Konstitution Quo commodius aus Gebietsabtretungen des Bistums Vitoria errichtet und dem Erzbistum Burgos als Suffraganbistum unterstellt. Am 11. August 1956 wurde das Bistum San Sebastián dem Erzbistum Pamplona y Tudela als Suffraganbistum unterstellt.

## Bischöfe von San Sebastián
- Jaime Font y Andreu, 1950–1963
- Lorenzo Bereciartúa y Balerdi, 1963–1968
- Jacinto Argaya Goicoechea, 1968–1979
- José María Setién Alberro, 1979–2000
- Juan María Uriarte Goiricelaya, 2000–2009
- José Ignacio Munilla Aguirre, 2009–2021, dann Bischof von Orihuela-Alicante
- Fernando Prado Ayuso CMF, seit 2022